# タリスカー蒸留所

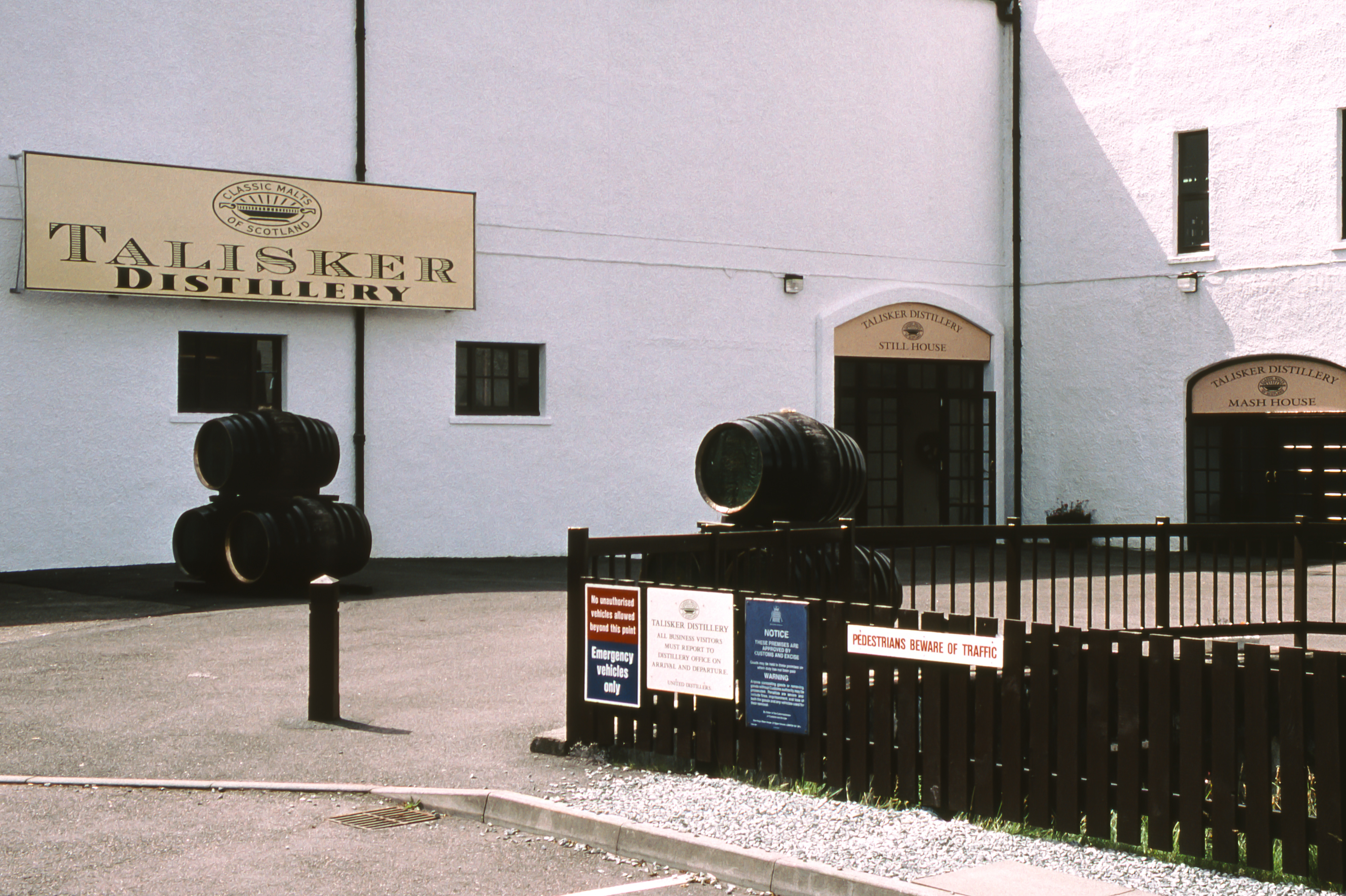
タリスカー蒸留所

タリスカー蒸留所（Talisker distillery）とは、スカイ島に1830年に設立されたウイスキーの蒸留所。現在、スカイ島に存在する唯一の蒸留所である。
タリスカー（Talisker）とは古ノルド語で「傾いた大岩」を意味する「Thalas Gair」が由来である。

## 特徴

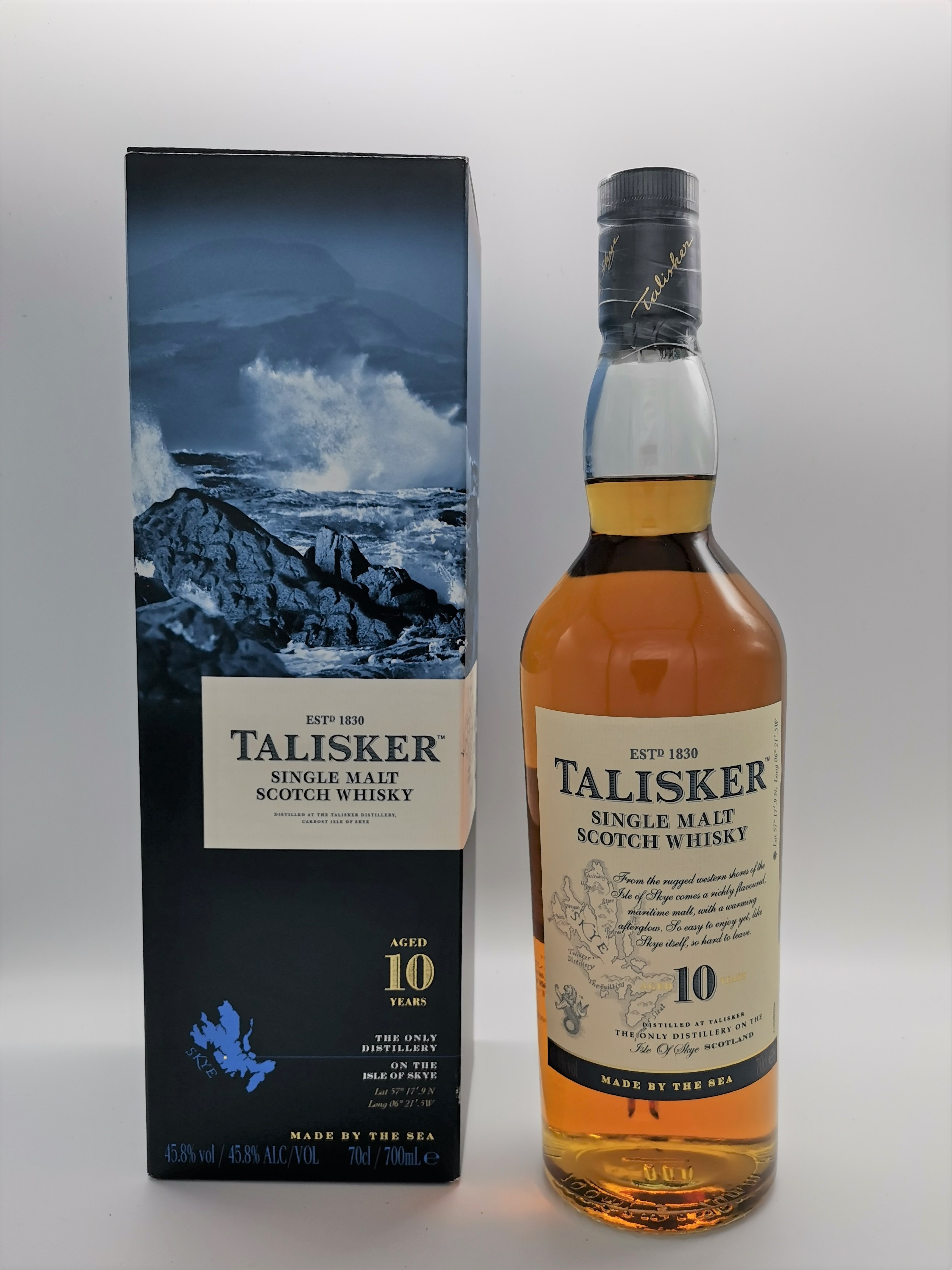
タリスカー10年 (旧ボトル)

タリスカー蒸留所ではアイランズモルトとしてはめずらしく、1928年まではアイルランド式の3回蒸留が行われていた。そのためにポットスチルは、2基のウォッシュ・スチルに対し3基のスピリット・スチルが設置されている。20世紀初頭には2回蒸留に改められたが、モルトの個性を維持した体制になっている。
タリスカー蒸留所の特徴のひとつにラインアームの独特なデザインがある。ポットスティルから垂直に向かい、水平に伸びたのちにもう一度直角に下るU字型のねじれがあり、還流を促すためにくぼみの基部にピュリファイヤー・パイプが取り付けてある。蒸留されたウイスキーは伝統的なワーム・タブとよばれるコイル状の冷却槽で液化されている。
タリスカー蒸留所の最大生産能力は190万リットルであり、シングルモルトの他にジョニー・ウォーカーなどにブレンディングモルトを供給されている。タリスカーは小説家ロバート・ルイス・スティーヴンソンが「酒の王者」と評したことが知られている。

## 沿革
近隣のアイグ島から渡来したヒュー・マカスキルとケニス・マカスキルの兄弟が、スカイ島西岸にある土地を農地として借用した。当時の農家は、農業のついでに自家蒸留を営むことが多く、免許を得た7箇所以外にも無免許の蒸留所が多数存在した。マカスキル兄弟も数名の農業者達と協力して、まずはフィスカヴェイグに蒸留所を建造しようとしたが失敗した。次に、ハーポート湖の湖畔にあるカーボストに建設する計画を立て、1830年、3000ポンドの費用を費やしてタリスカー蒸留所は建造された。
その後、地元の神父ロデリック・マクラウドとの対立など、紆余曲折があり、タリスカー蒸留所は1000ドルで売却され、様々な人のもとをたらい回しにされながら、1880年代、ロデリック・ケンプの所有するところとなり、現在に至っている。タリスカー蒸留所は1925年にen:Distillers Companyに買収され、Distillers Companyは1986年にギネスに買収されたため、1997年以降はディアジオが所有している。